# QV16
QV 16 est un des tombeaux situé dans la vallée des Reines, dans la nécropole thébaine, sur la rive ouest du Nil face à Louxor en Égypte.

## Description
QV 16 est une tombe anonyme datant de la XVIIIe dynastie reliée à QV 15 et constituée d'une rampe reliant la surface à deux chambres creusées dans de la marne et du schiste argileux et placées perpendiculairement l'une à l'autre . Elle possède des fosses de deux mètres de profondeur.
Une équipe du CNRS a mis au jour dans QV 15 et QV 16 des restes d'animaux et des morceaux de poterie, ainsi que soixante-dix-sept fragments de momies, soixante-quatorze crânes et des os d'au moins deux-cent-quatre adultes et trente-six enfants. En octobre 2008, une équipe conjointe du CNRS et du CSA a découvert dans QV 16 des sacs et des caisses contenant des restes de momies, des os et des fragments de bois.

## Histoire
La tombe a été réutilisée durant la Troisième Période intermédiaire. 
Elle est explorée par Elizabeth Thomas, qui pense trouver des traces d'une exploration précédente par Ernesto Schiaparelli. En 1987 une équipe franco-égyptienne la déblaye. Du mortier est appliqué pour stabiliser la tombe.